# Верхній Утем
Верхній Уте́м (рос. Верхний Утем) — присілок в Ігринському районі Удмуртії, Росія.

## Населення
Населення — 3 особи (2010; 38 в 2002).
Національний склад станом на 2002 рік:
- росіяни — 76 %

## Урбаноніми[3]
- вулиці — Нагірна, Ставкова